# 축폐선
축폐선(evolute, 縮閉線) 또는 에볼류트, 에볼류트곡선(-曲線)은 어떤 곡선의 각 점에 대한 곡률 중심의 궤적이 이루는 또 하나의 곡선이다. 모든 점에 대한 곡률 중심을 찾을 수 있다면 곡선의 종류는 관계없이 한 곡선에서 다른 곡선을 유도해내는 것이므로 곡선의 미분변환의 일종이다. 정의상, 모든 점은 그 점을 중심으로 하는 임의의 원의 축폐선이다.
신개선과는 쌍대적인 관계에 있다. 즉, 곡선 A가 B의 신개선이라면, 정의상 곡선 B는 A의 축폐선이다.

## 구하는 방법
일반적으로, 평면곡선 {\displaystyle \gamma (s)} 상의 위치 s에 대해 벡터 방정식으로 곡률 중심 E를 표현하면 다음과 같다.
- {\displaystyle E(s)=\gamma (s)+{\frac {1}{k(s)}}\mathbf {N} (s)}

따라서 이 방정식을 원하는 좌표로 변환한 방정식이 일반적인 축폐선의 방정식이 된다. 그러나 이는 일반적으로 매우 복잡하다. 한 예로, 유클리드 평면 상의 좌표변수를 y, z로 하는 일반적인 직교좌표계에서 매개변수 x로 표현되는 곡선 (y(x), z(x))의 축폐선은 다음과 같다.
- {\displaystyle ([y-{\frac {(y^{'2}+z^{'2})z^{'}}{y^{'}z^{''}-y^{''}z^{'}}}],[z+{\frac {(y^{'2}+z^{'2})y^{'}}{y^{'}z^{''}-y^{''}z^{'}}}])}

## 같이 보기
- 신개선

## 참고 문헌
- 호리에 노부오 외, 《미분적분학 연습》, 도서출판 고섶, 2006
- Martin Lipschutz, 전재복 역, 《미분기하학 개론》, 경문사, 2008